# Man on Parallel Bars
Man on Parallel Bars é um curta-metragem experimental estadunidense de 1892, dirigido por William K.L. Dickson para o Edison Studios, de Thomas Edison. É considerado um filme perdido.